# Buenavista (Bohol)
Buenavista (Bayan ng Buenavista) är en kommun i Filippinerna. Kommunen tillhör provinsen Bohol och ligger på ön med samma namn. Folkmängden uppgår till 25 960 invånare.

## Barangayer
Buenavista är indelat i 35 barangayer.
| - Anonang - Asinan - Bago - Baluarte - Bantuan - Bato - Bonotbonot - Bugaong - Cambuhat - Cambus-oc - Cangawa - Cantomugcad | - Cantores - Cantuba - Catigbian - Cawag - Cruz - Dait - Eastern Cabul-an - Hunan - Lapacan Norte - Lapacan Sur - Lubang - Lusong (Plateau) | - Magkaya - Merryland - Nueva Granada - Nueva Montana - Overland - Panghagban - Poblacion - Puting Bato - Rufo Hill - Sweetland - Western Cabul-an |

## Bildgalleri

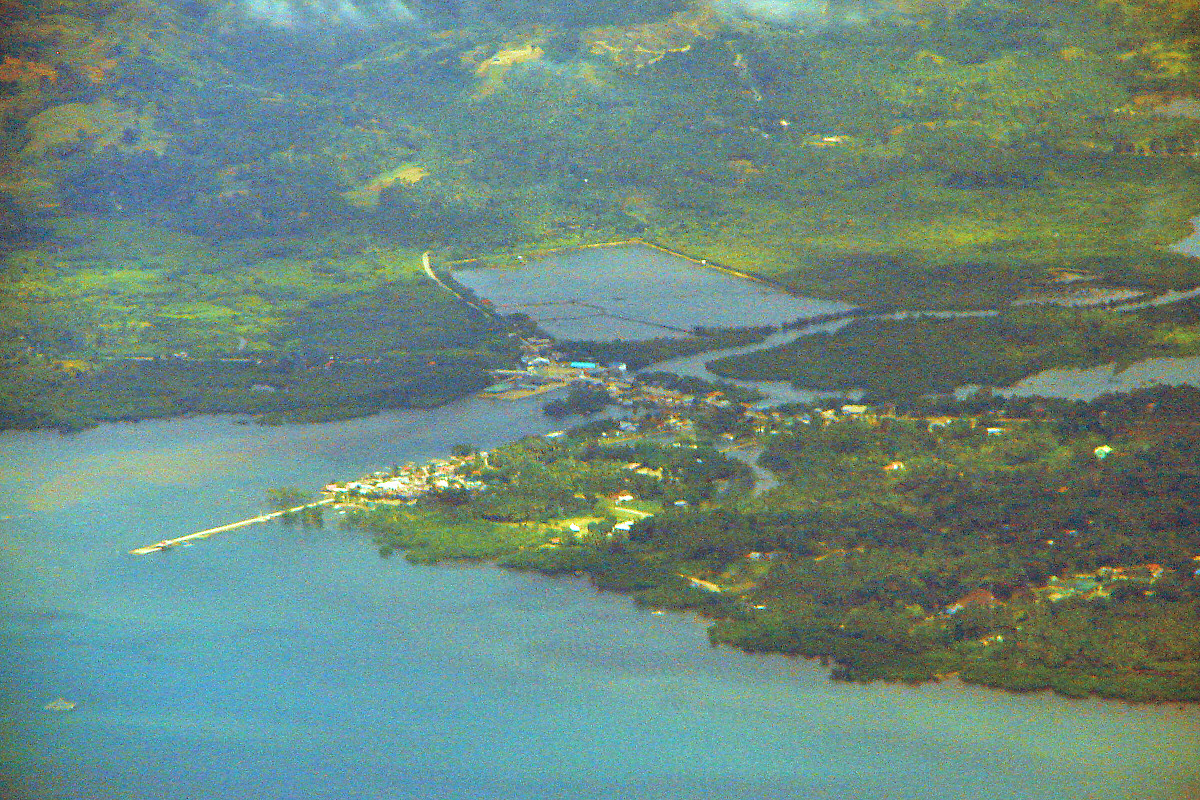
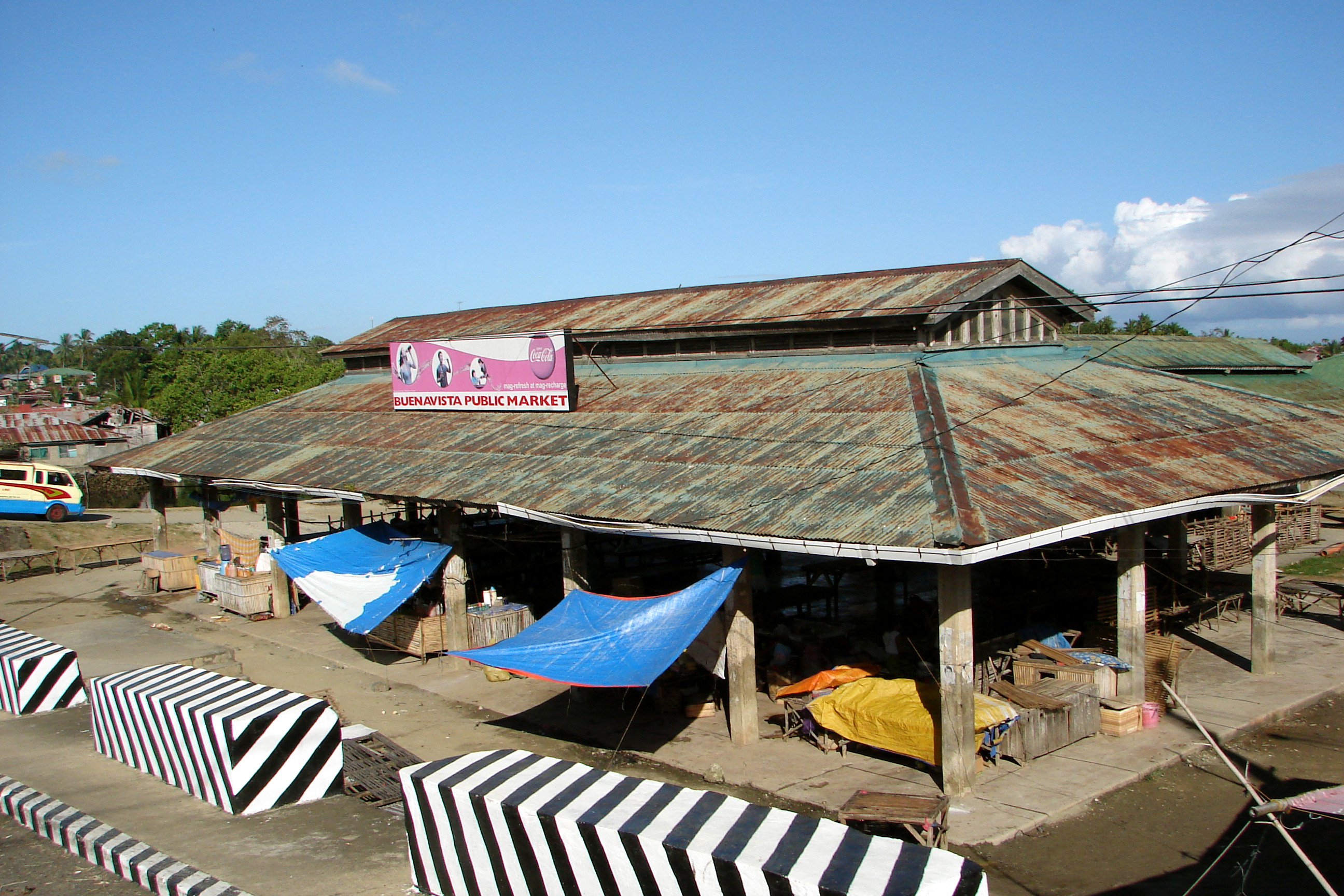
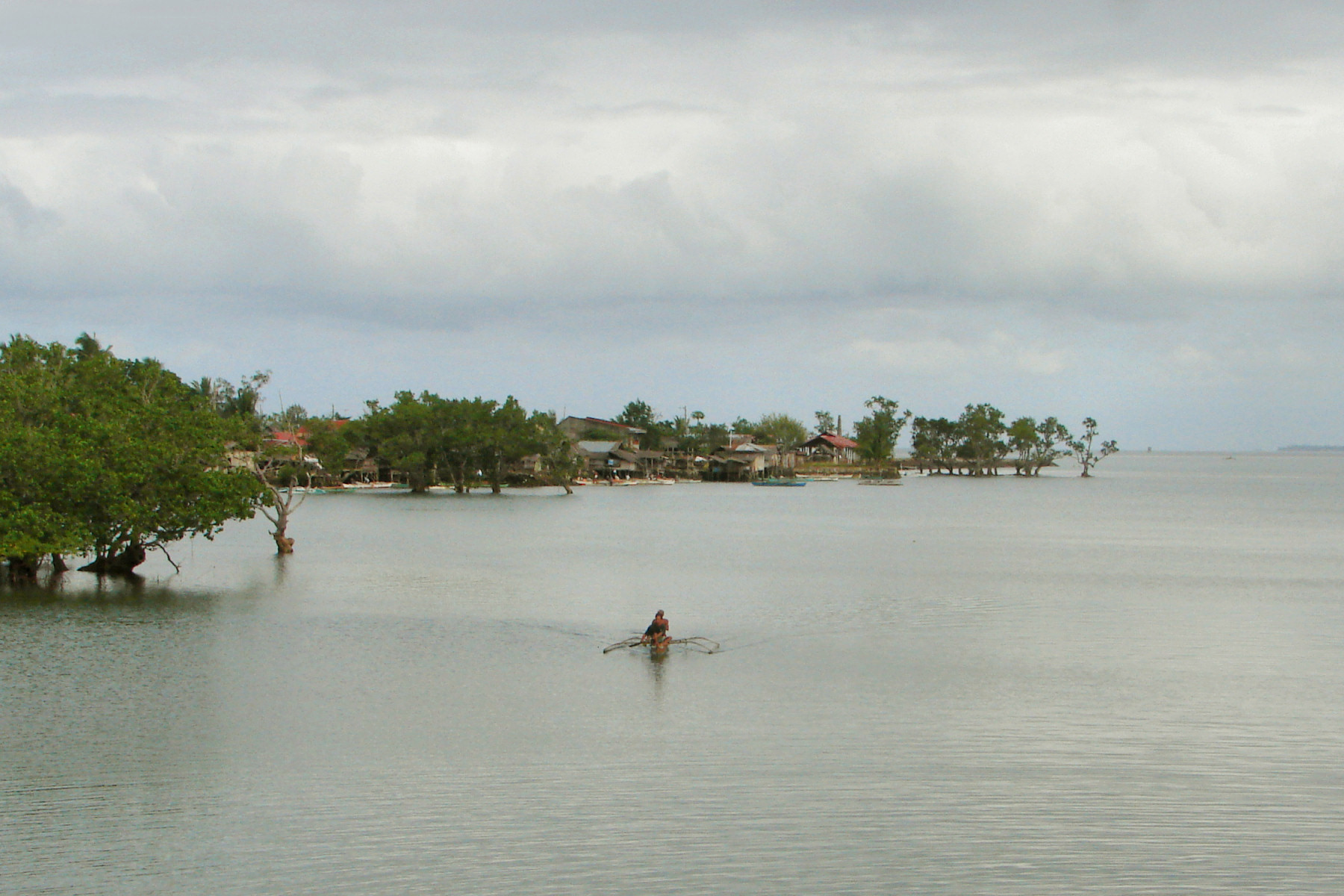
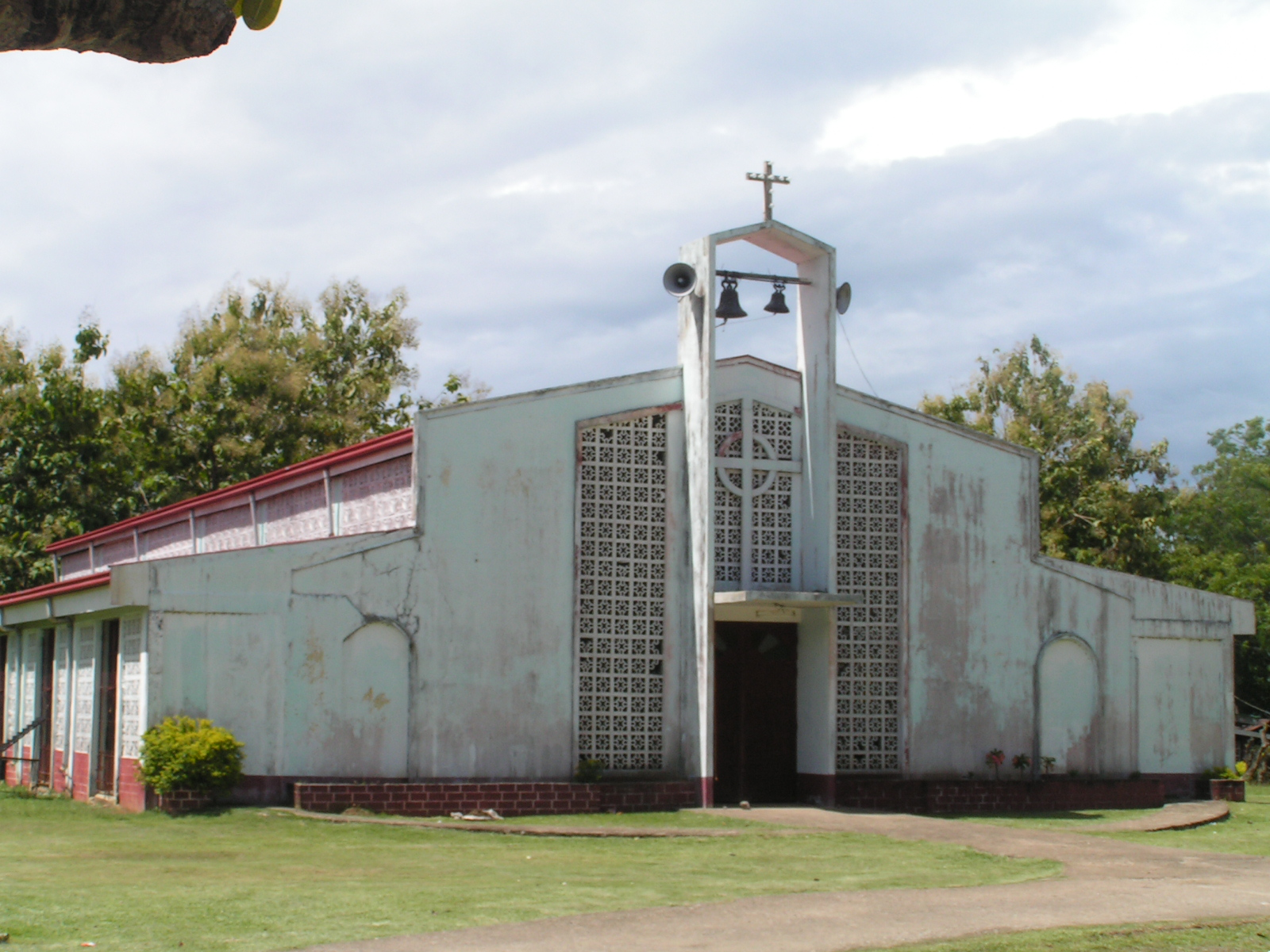